# Aapanel
aaPanel — это панель управления веб-хостингом с графическим интерфейсом, разработанная китайской компанией aaPanel Network Technology Co., Ltd. Она предназначена для управления Linux-серверами и упрощает администрирование веб-сервисов, баз данных, электронной почты, SSL-сертификатов, cron-задач и брандмауэров без необходимости в глубоких технических знаниях.

## История
Первая версия aaPanel была выпущена в августе 2014 года как альтернатива коммерческим панелям управления, таким как cPanel и Plesk. В 2020 году aaPanel была добавлена в DigitalOcean Marketplace, что облегчило установку на VPS в облаке.
В 2023 году европейский хостинг-провайдер PQ Hosting опубликовал обзор панели с рекомендациями по установке и настройке.
В 2024 году технический блогер G. Kibria опубликовал статью, в которой рассматриваются особенности aaPanel с точки зрения разработчика.
По данным официального сайта, к 2025 году aaPanel была установлена более чем на 3,6 миллиона серверов по всему миру.

## Возможности
- Установка LAMP или LNMP в один клик
- Управление веб-сайтами и доменами
- Управление базами данных (MySQL, PostgreSQL)
- Поддержка SSL-сертификатов от Let's Encrypt
- Планировщик заданий (cron)
- Защита через firewall и Fail2ban
- Резервное копирование и восстановление
- Многоязычный интерфейс и поддержка плагинов

## Оценка в СМИ
- DigitalOcean Marketplace — отмечается простота установки и использования.[1]
- PQ Hosting — обзор функциональности панели.[2]
- G. Kibria — технический анализ и опыт использования.[3]